# 民間航空機ミサイル保護システム

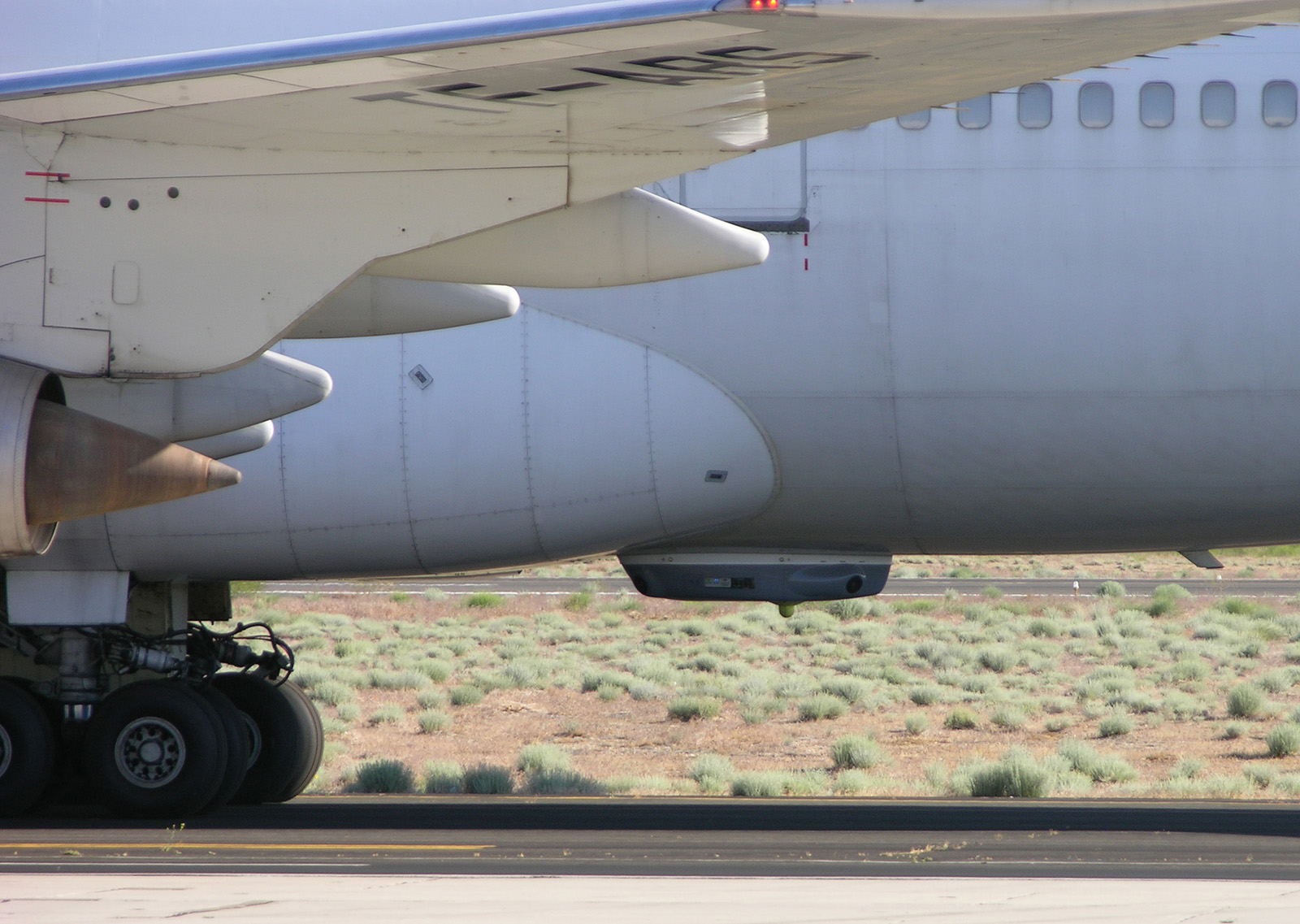
2006年ノースロップが開発したCAMPSガーディアンを胴体下に装着し、モハーヴェでテスト中のフェデックスボーイング747-300

民間航空機ミサイル保護システム（みんかんこうくうきミサイルほごシステム 英語:Civil Aircraft Missile Protection System, CAMPS）は、赤外線誘導ミサイルに対抗するシステム。主に15,000ft（4,600m）未満で飛行する民間航空機をMANPADSから守るよう設計されている。
このシステムはサーブ・アビトロニクス、イギリスの防衛産業であるケムリング・カウンターメジャー（現:ケムリング・グループ）、南アフリカのチャーター機専門会社ネイチャーリンク・アビエーションによって開発された 。
このシステムで使用されるデコイには比較的低温で燃える自然発火性物質を使用しているため、イスラエルのフライト・ガードシステムで使用されるような、パイロテクニクスを用いた火工品である軍事用フレアからの火災や安全上の懸念などを取り除いている。オンボードプロセッサには、赤外線センサーによって検出された潜在的な脅威を分類するニューラルネットワークを使用したアルゴリズムを使用する。このシステムは2003年3月、南アフリカ空軍が所有するデネル・オーバーバーグ・テスト場でのテストに成功している。
WFPから食料輸送の委託を受けているチャーター専門会社「FlyMex」が所有するドルニエ 328に取り付けられている他、エンブラエル EMB 120、ロッキード L-100 ハーキュリーズでの採用実績もある。